# Серебренниково
Сере́бренниково (рос. Серебренниково) — село у складі Алейського району Алтайського краю, Росія. Входить до складу Боровської сільської ради.

## Населення
Населення — 81 особа (2010; 193 у 2002).
Національний склад (станом на 2002 рік):
- росіяни — 90 %